# Trichocoptodera
Trichocoptodera is een geslacht van kevers uit de familie van de loopkevers (Carabidae). De wetenschappelijke naam van het geslacht is voor het eerst geldig gepubliceerd in 1958 door Louwerens.

## Soorten
Het geslacht Trichocoptodera omvat de volgende soorten:
- Trichocoptodera maculata Louwerens, 1958
- Trichocoptodera piligera (Chaudoir, 1883)